# Die Goldmacher – Sport in der DDR
Die Goldmacher – Sport in der DDR ist ein deutscher Dokumentarfilm aus dem Jahr 2008. Der Film ist eine Koproduktion der Provobis mit dem ZDF und dem mdr. Er wurde auf der DOK Leipzig am 28. Oktober 2008 uraufgeführt. Fernsehpremiere hatte er am 30. September 2009 auf ARTE. Im mdr-Fernsehen wurde der Film im Februar 2011 als Zweiteiler von jeweils 44 Minuten ausgestrahlt.
„Die Goldmacher – Sport in der DDR“ bietet einen dokumentarischen Rückblick auf 40 Jahre Sport in der DDR und zeichnet ein Bild seiner Geschichte und seiner Bedeutung für den Aufbau von Staat und Nation. Dazu befragten Knechtel und sein Team Olympiasieger, Funktionäre, Mediziner und Trainer – Hans-Georg Aschenbach, Wolfgang Behrendt, Wolfgang Böhme, Siegbert Horn, Gustav-Adolf Schur, Jens Weißflog und Erika Zuchold ebenso wie den ehemaligen SED-Politiker Hans Modrow. Mit ihnen geht der Regisseur dem Erfolgsrezept für die rund 4.000 Siege und Goldmedaillen von DDR-Sportlern bei Olympischen Spielen, Welt- und Europameisterschaften nach, ohne den DDR-Sport dabei auf Doping und Stasi zu reduzieren.
Peter Buchholz spricht den Kommentar des Films.